# Cultroribula variolosa
Cultroribula variolosa är en kvalsterart som beskrevs av K. Fujikawa 1991. Cultroribula variolosa ingår i släktet Cultroribula och familjen Astegistidae. Inga underarter finns listade i Catalogue of Life.